# Часник гадючий
Часник гадючий, цибуля кругла (Allium rotundum) — вид рослин з родини амарилісових (Amaryllidaceae), поширений у Марокко, Європі, західній Азії.

## Опис
Багаторічна рослина, 30–50 см заввишки. Листочки оцвітини всі тупі, неоднаково забарвлені: зовнішні — темно-пурпурові; внутрішні — на краях майже білі, з широкою пурпуровою середньою жилкою. Рослина 20–80 см заввишки. Цибулина овальна, діаметром 1–2 см, дочірні цибулини покриті темно-пурпуровими лусочками. Листків 3–5, коротше стебла, пластини вузько лінійні, лінійні, плоскі. Пелюстки від рожевих до пурпурових, внутрішні світліші від зовнішніх, пиляки найчастіше жовті. Плід яйцювато-сферичний.

## Поширення
Поширений у Марокко, Європі крім півночі, західній Азії.
В Україні вид зростає на трав'янистих схилах — у Закарпатті (село Невицьке), на півдні Степу і в Криму (переважно степових районах).